# Joachim Reinelt
Joachim Friedrich Reinelt (* 21. října 1936, Nowa Ruda, Slezsko) je římskokatolický kněz, v letech 1988–2012 drážďansko-míšeňský biskup.

## Život

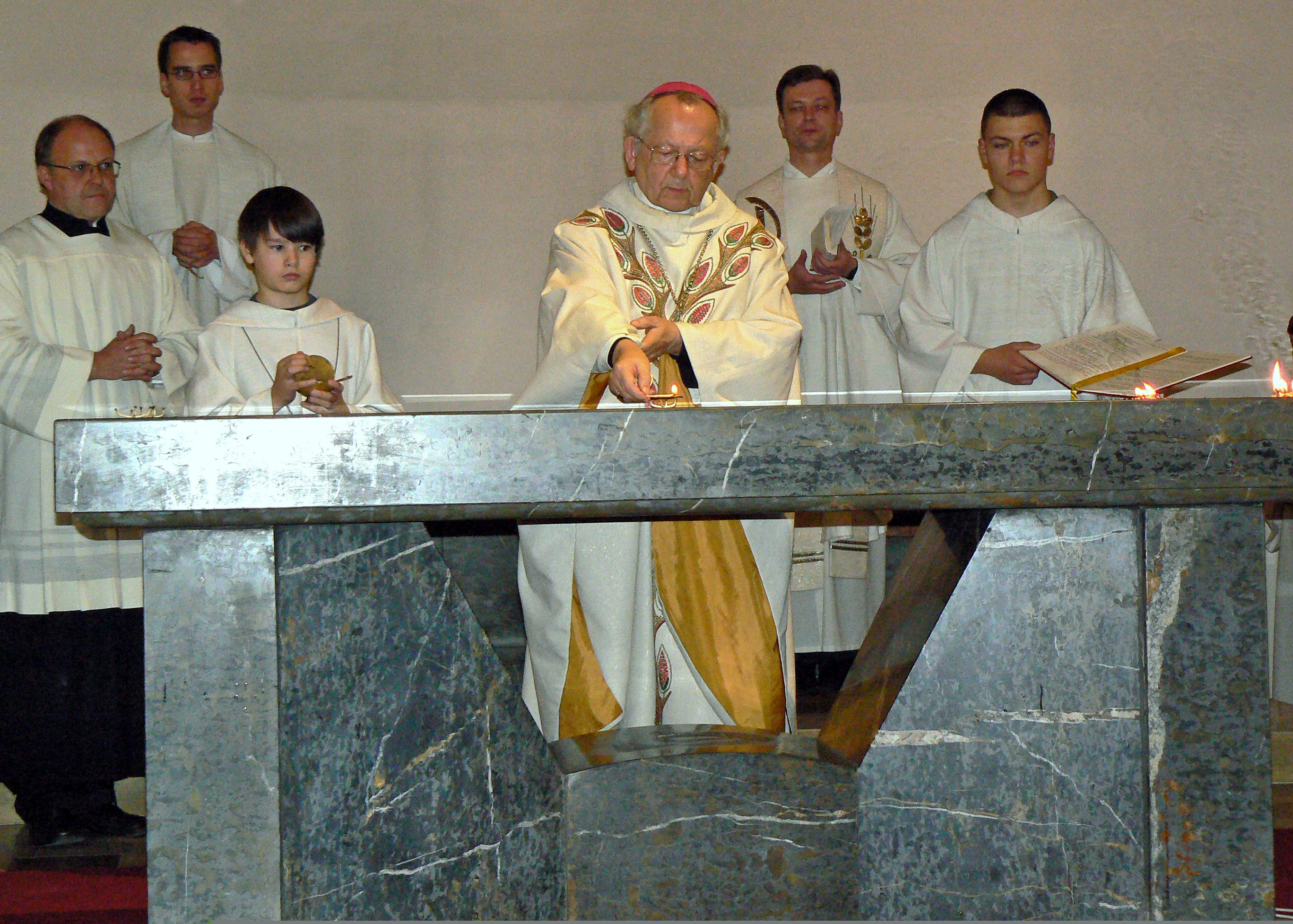
Joachim Reinelt při konsekraci oltáře v kostele sv. Vavřince v Lipsku-Reudnitz 9. 11. 2008

Po odsunu z Dolního Slezska se rodina Joachima Reinelta usadila v Sasku. Reinelt odmaturoval v roce 1954 v Radebergu. Po ročním jazykovém kurzu v Halle studoval od roku 1955 do 1961 v Erfurtu a Neuzelle katolickou teologii. 29. června 1961 mu biskup Otto Spülbeck udělil v dómě St. Petri v Budyšíně kněžské svěcení.
Poté působil jako kaplan v Geře a Freibergu a od roku 1964 jako „pfarradjutor“ v Ebersbachu. Roku 1966 se stal kaplanem v drážďanském chrámu Hofkirche a od roku 1970 působil nejprve jako administrátor opět ve Freibergu a od roku 1974 do roku 1986 jako farář v Altenburgu. Zároveň byl od roku 1980 do roku 1986 děkanem stejnojmenného děkanátu. V roce 1986 byl jmenován poradcem ordináře biskupství drážďansko-míšeňského, kde působil v pozici ředitele charitní oblasti.
2. ledna 1988 ho papež Jan Pavel II. jmenoval biskupem drážďansko-míšeňským. Při této příležitosti Reinelt přijal heslo Iesus in medio („Ježíš ve středu“), jakožto zkrácení biblického „Kde dva nebo tři se sejdou v mém jménu, tam jsem uprostřed nich“ z evangelia sv. Matouše (Mt. 18, 20). Biskupské svěcení přijal 20. února 1988 od biskupa Gerharda Schaffrana.
Joachim Reinelt má v německé biskupské konferenci funkci místopředsedy Komise pro společenské a sociální otázky a předsedy Komise pro charitní záležitosti.

## Dílo
- Christliche Perspektiven im geeinten Deutschland. Wege und Aufgaben der Kirche in den neuen Bundesländern, Köln 1992, ISBN 3-7616-1208-7
- Seine Ankunft heißt Aufbruch. Weihnachtlich leben, Freiburg im Breisgau 1994. ISBN 3-451-23454-8
- Sein Tod ist Leben. Meditationen zur Fasten- und Osterzeit, Freiburg im Breisgau 1996. ISBN 3-451-23932-9
- Fest des Geistes. Gedanken zur Firmung, Leipzig 2004, ISBN 3-7462-1678-8
- Provokation und Aufbruch. Bischof Joachim Reinelt im Gespräch mit Friedhelm Berger, Augsburg 2002. ISBN 3-929246-83-X
- Die Liebe zählt. Gedanken zur Caritas, Leipzig 2006. ISBN 3-7462-2135-8